# HD 208947
HD 208947，又名BD+65 1691，SAO 19760、HR 8384，是一颗恒星，视星等为6.43，位于銀經106.55，銀緯9，其B1900.0坐标为赤經21h 54m 37.7s，赤緯+65° 9′ 44″。